# Вильчице (гмина)
Вильчице (пол. Wilczyce) — сельская гмина (волость) в Польше, входит как административная единица в Сандомирский повет, Свентокшиское воеводство. Население — 3965 человек (на 2004 год).

## Демография
| Перепись                       | Всего   | Всего | Женщины | Женщины | Мужчины | Мужчины |
| ------------------------------ | ------- | ----- | ------- | ------- | ------- | ------- |
| Единицы                        | человек | %     | человек | %       | человек | %       |
| Население                      | 3965    | 100   | 1968    | 49,6    | 1997    | 50,4    |
| Плотность населения (чел./км²) | 56,7    | 56,7  | 28,1    | 28,1    | 28,6    | 28,6    |

## Соседние гмины
1. Гмина Двикозы
2. Гмина Липник
3. Гмина Образув
4. Гмина Ожарув
5. Гмина Войцеховице